# 大天使

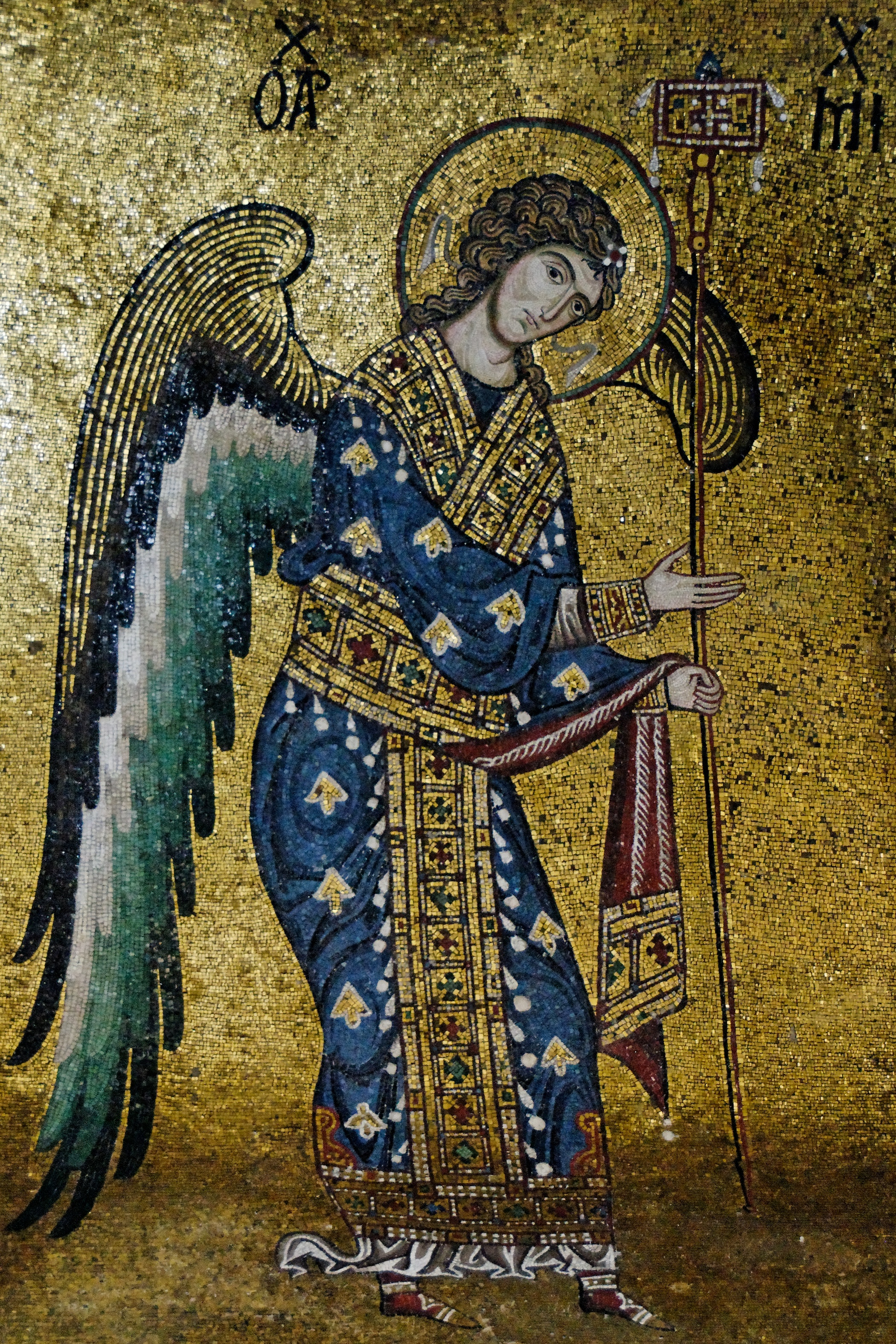
大天使、ミカエル

大天使（だいてんし、ヘブライ語: המלאך、ギリシア語: αρχάγγελος、ラテン語: Archangelus、アラビア語: رئيس الملائكة、露: Архангел、英: Archangel）は、アブラハムの宗教（ユダヤ教、キリスト教、イスラム教）の神話に登場する「天使」の階級の一つ。ギリシア語で「使者の長」「卓越した使者」を意味し、以下に述べるように大きく分けて2通りの意味があるが、両者はしばしば混用される。英名はアークエンジェル。

## 概要
ユダヤ教の正典である『タナハ（旧約聖書）』には天使が登場するが、明確に「大天使」を表す語句は出てこない。だが、その天使のうちの何体かは、ラビ・ユダヤ教に於いてその役割や性格が強調・発展され、天使の中でも神意を体現する偉大な天使という意味で大天使と呼ばれるようになった。しかし、厳密な位階が定義されているわけではなく、例えば神の御前の特別な居場所を持つ天使は大抵は大天使と解釈され、数も文献によって四人、六人、七人と一定していない。ゾロアスター教のアムシャ・スプンタやユダヤ教・キリスト教の四大天使と七大天使、イスラム教の四大天使は、この伝統を受け継いでいる。
一方、ラビ教学の発展とカッバーラーの流行により、中世初期にはベン・マイモーンと偽ディオニシウスがそれぞれに天使の位階を定めた。前者はユダヤ教に浸透した教説だが、位階としての大天使は定義されていない（近世に黄金の夜明け団が10の位階それぞれに統括者としての大天使を1体ずつ置いている）。後者は後にキリスト教社会に広く浸透した教説で、大天使は天使九位階の八位に当たる位階として取り入れられている。この意味での大天使は二枚の翼を持ち、助祭のような姿をして神と人間を結ぶ連絡係を務める一方で、天使軍の兵士として槍を持ち群をなして地獄との戦いの任に就く。
ミカエル、ガブリエル、ラファエルの三大天使、更にウリエルを含めた四大天使、あるいは七大天使が登場する（サリエル、ラグエル、レミエル、ザドキエル、ヨフィエル、ハニエル、カマエルなど）。ヘブライ語の大天使（ハ＝マルアハ）は基本的にはミカエルのみを指している。

## キリスト教における大天使
多くのキリスト教教派では『ダニエル書』に於いて天使の長と言及され『ヨハネの黙示録』で天使の軍を率いるミカエルと、『ダニエル書』で預言者ダニエルが見た幻視を説明し『新約聖書』で洗礼者ヨハネの誕生をザカリアに、イエス・キリストの受胎をマリアに知らせたガブリエルの二大天使に崇敬が広く集まっている。
それらに「トビト記」に登場するラファエルを加えた三大天使、さらに外典に登場するウリエルを合わせた四大天使、その上に三体の天使を足した七大天使に言及されることもあるが、これらは教派により聖書正典の扱いが違うため、大きく異なっている。また、多くの教派でミカエルを筆頭とした大天使らの祝祭日 (Michaelmas) が設けられている。
- 東方正教会 - ミハイル（ミカエル）、ガウリイル（ガブリエル）の二大天使を中心とした七大天使が広く崇敬を集めている。「七大天使」の項を参照。
- カトリック教会 - ミカエル、ガブリエル、ラファエルを三大天使として崇敬している。ウリエルは教皇グレゴリウス1世の時代（6世紀末）には大天使に加えられていたが、ザカリアス（8世紀中頃）の時代に見直しが行われ、正典外の天使として崇敬対象から外れている。
- プロテスタント - 唯一の神のみを信仰するプロテスタント教会は天使を崇敬しない。

## イスラム教における大天使
イスラム教のコーランの中では、天啓の天使ジブリール（ガブリエル）と戦士の天使ミーカーイール（ミカエル）の名前が出てくる。特にジブリールは、神の知恵と啓示を管理し、預言者ムハンマド（マホメット）にコーランを口頭で伝えた天使として、突出した存在である。
更にハディースに登場し最後の審判のラッパを吹くイスラーフィール（ラファエル）と、コーランには「死の天使」の名で登場するアズラーイール（アズラエル）を含めて四大天使と称される。アラビア語の大天使（ライース・ル＝マラーイカ、アル＝マラーイカティ）は基本的にはミーカーイールを指す。